# Ochetorhynchus
Ochetorhynchus is een geslacht van zangvogels uit de familie ovenvogels (Furnariidae).

## Soorten
Het geslacht kent de volgende soorten:
- Ochetorhynchus andaecola – Rotsaardkruiper
- Ochetorhynchus melanurus – Klifchilia
- Ochetorhynchus phoenicurus – Bandstaartdoornkruiper
- Ochetorhynchus ruficaudus – Priemsnavelaardkruiper